# Badak (Belik)
Badak is een bestuurslaag in het regentschap Pemalang van de provincie Midden-Java, Indonesië. Badak telt 8690 inwoners (volkstelling 2010).